# OpenGL SC
OpenGL SC(OpenGL for Safety Critical applications)는 연방항공국  DO-178C/ED-12C Level A 인증을 포함한 항공전자, 산업, 군사, 의료, 자동차 분야를 위한 필수 안전 시장의 수요를 충족하기 위해 설계된 OpenGL 3차원 그래픽스 API의 하위 집합이다. OpenGL SC는 비영리 기술 연합체인 크로노스 그룹에 의해 관리된다.